# Пюимуайен
Пюимуайе́н (фр. Puymoyen) — коммуна во Франции, находится в регионе Пуату — Шаранта. Департамент — Шаранта. Входит в состав кантона Ла-Курон. Округ коммуны — Ангулем.
Код INSEE коммуны — 16271.
Коммуна расположена приблизительно в 400 км к юго-западу от Парижа, в 110 км южнее Пуатье, в 5 км к юго-востоку от Ангулема.

## Население
Население коммуны на 2008 год составляло 2405 человек.
| 1962 | 1968 | 1975 | 1982 | 1990 | 1999 | 2008 |
| ---- | ---- | ---- | ---- | ---- | ---- | ---- |
| 314  | 436  | 841  | 1573 | 2258 | 2309 | 2405 |

## Климат
Климат океанический. Ближайшая метеостанция находится в городе Коньяк.
| Показатель                        | Янв. | Фев. | Март | Апр. | Май  | Июнь | Июль | Авг. | Сен. | Окт. | Нояб. | Дек. | Год   |
| --------------------------------- | ---- | ---- | ---- | ---- | ---- | ---- | ---- | ---- | ---- | ---- | ----- | ---- | ----- |
| Средний суточный максимум, °C     | 8,7  | 10,5 | 13,1 | 15,9 | 19,5 | 23,1 | 26,1 | 25,4 | 23,1 | 18,5 | 12,4  | 9,2  | 17,7  |
| Средняя температура, °C           | 5,4  | 6,7  | 8,5  | 11,1 | 14,4 | 17,8 | 20,2 | 19,7 | 17,6 | 13,7 | 8,6   | 5,9  | 12,5  |
| Средний суточный минимум, °C      | 2,0  | 2,8  | 3,8  | 6,2  | 9,4  | 12,4 | 14,4 | 14,0 | 12,1 | 8,9  | 4,7   | 2,6  | 7,8   |
| Норма осадков, мм                 | 80,4 | 67,3 | 65,9 | 68,3 | 71,6 | 46,6 | 45,1 | 50,2 | 59,2 | 68,6 | 79,8  | 80,0 | 783,6 |
| Источник: Relevé météo des Cognac |      |      |      |      |      |      |      |      |      |      |       |      |       |

## Администрация
| Период | Период | Фамилия        | Партия       | Примечания |
| ------ | ------ | -------------- | ------------ | ---------- |
| 1995   | 2008   | Лионель Мерони |              |            |
| 2008   |        | Жан-Пьер Гран  | Разные левые |            |

## Экономика
В 2007 году среди 1688 человек в трудоспособном возрасте (15—64 лет) 1217 были экономически активными, 471 — неактивными (показатель активности — 72,1 %, в 1999 году было 70,3 %). Из 1217 активных работали 1138 человек (592 мужчины и 546 женщин), безработных было 79 (35 мужчин и 44 женщины). Среди 471 неактивных 166 человек были учениками или студентами, 189 — пенсионерами, 116 были неактивными по другим причинам.

## Достопримечательности
- Церковь Сен-Венсан (XII век). Исторический памятник с 1969 года[3]
  - Статуя «Мадонна с младенцем» (XIV век). Высота скульптуры — 134 см. В 1917 году была передана в Археологический музей в Ангулеме. Исторический памятник с 2004 года[4]
  - Бронзовый колокол (1676 год). Исторический памятник с 1944 года[5]
  - Купель для крещения (XIII век). Исторический памятник с 1944 года[6]
- Бумажная фабрика (1639 год). Исторический памятник с 1911 года[7]

## Города-побратимы
- Жененвиль (Франция)

## Фотогалерея

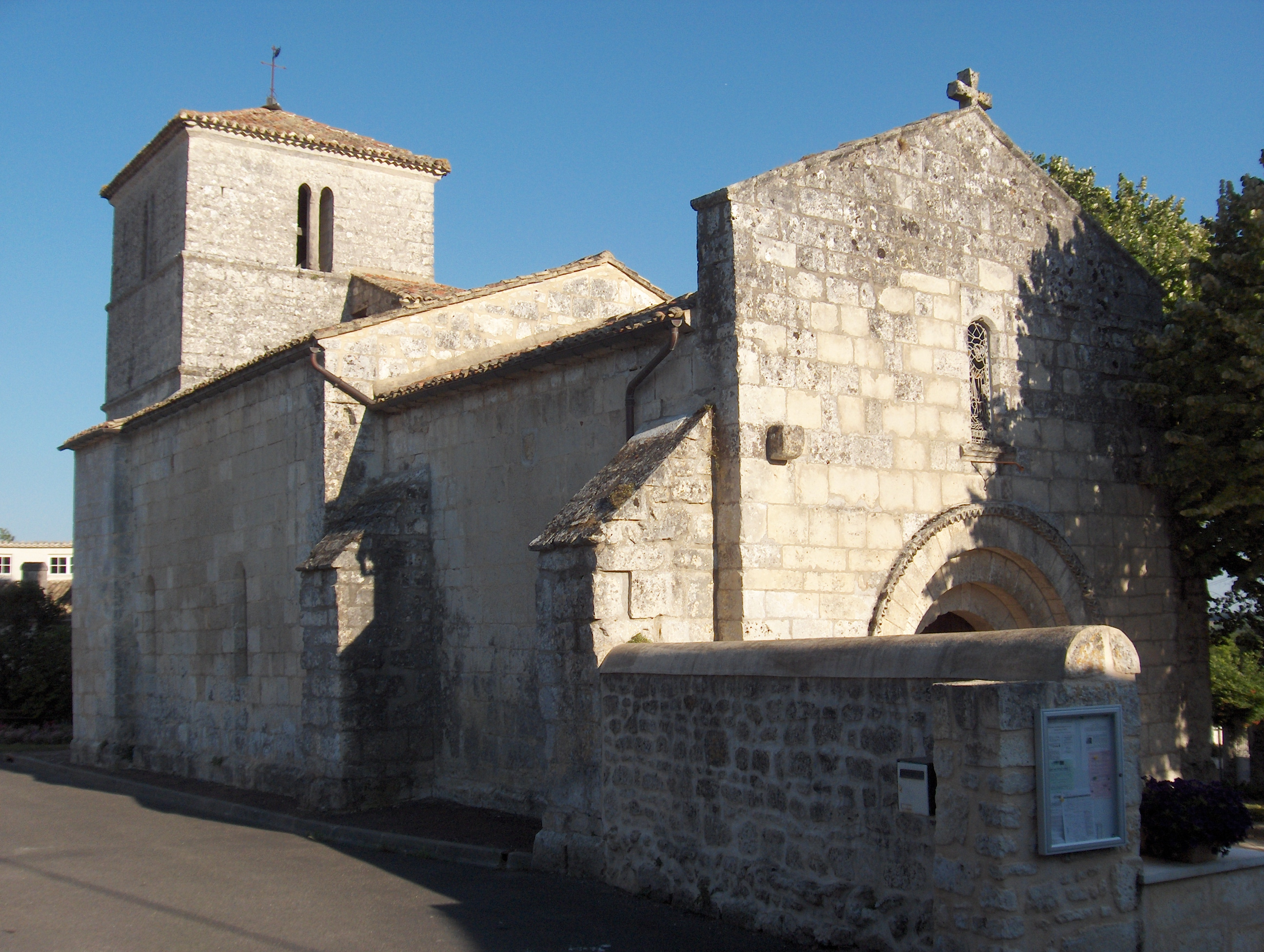
Церковь Сен-Венсан
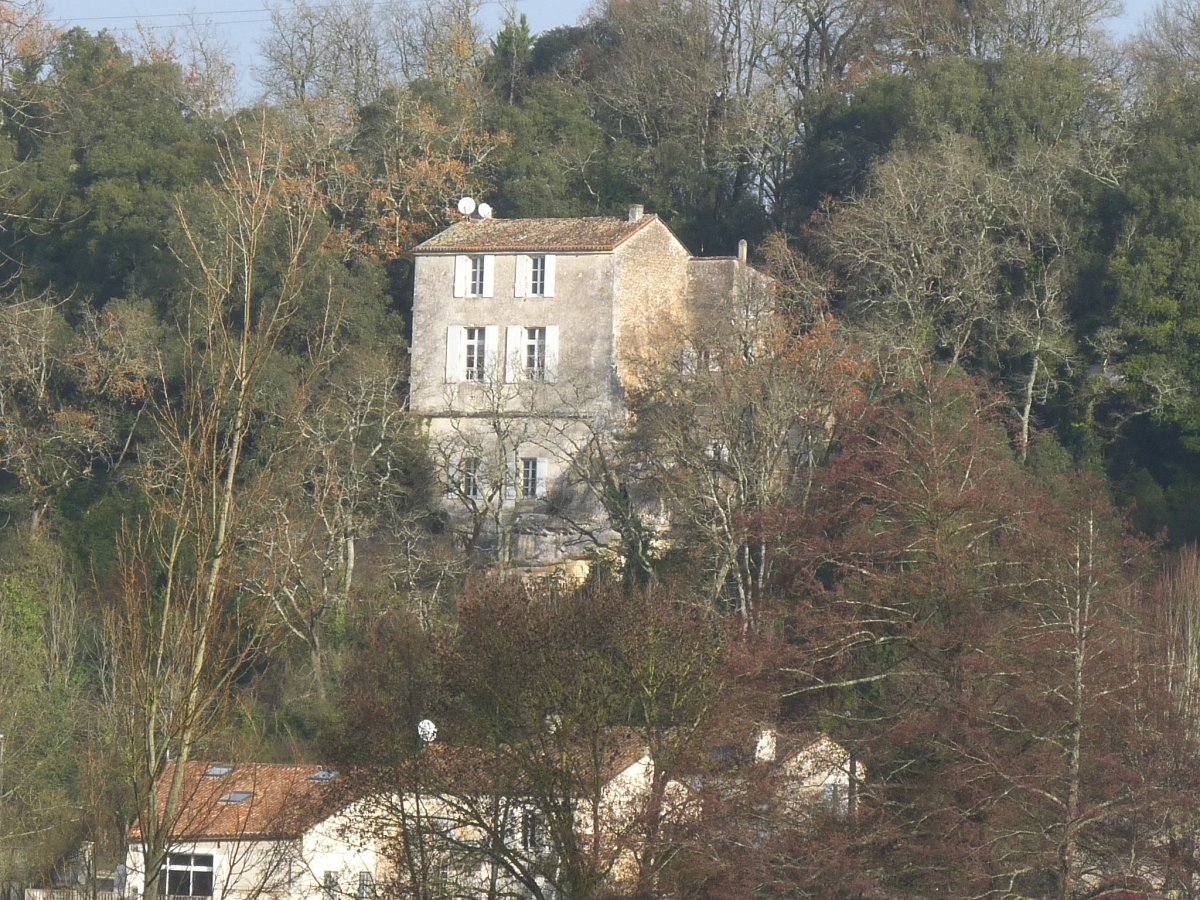
Замок Дьябль
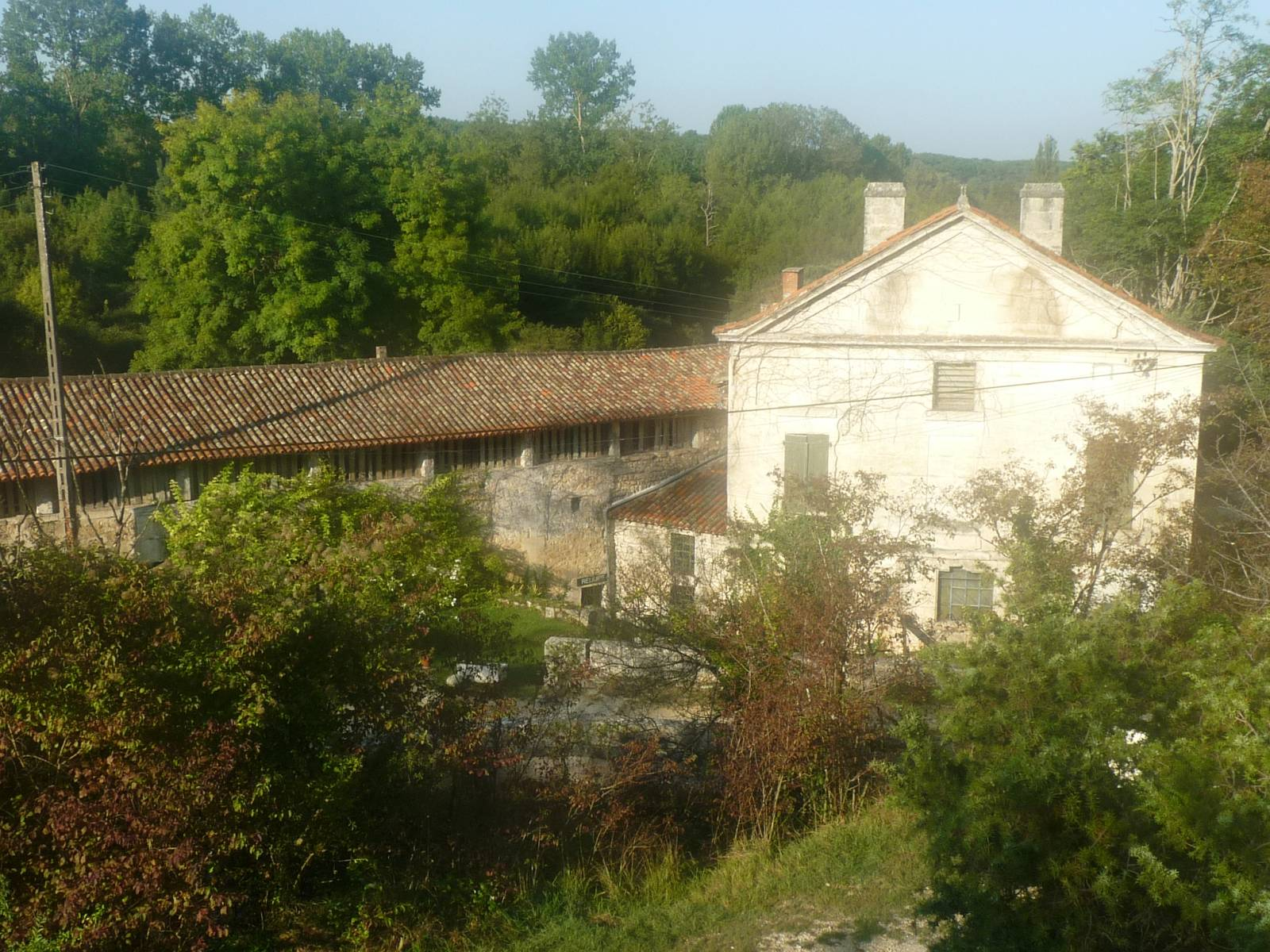
Бумажная фабрика
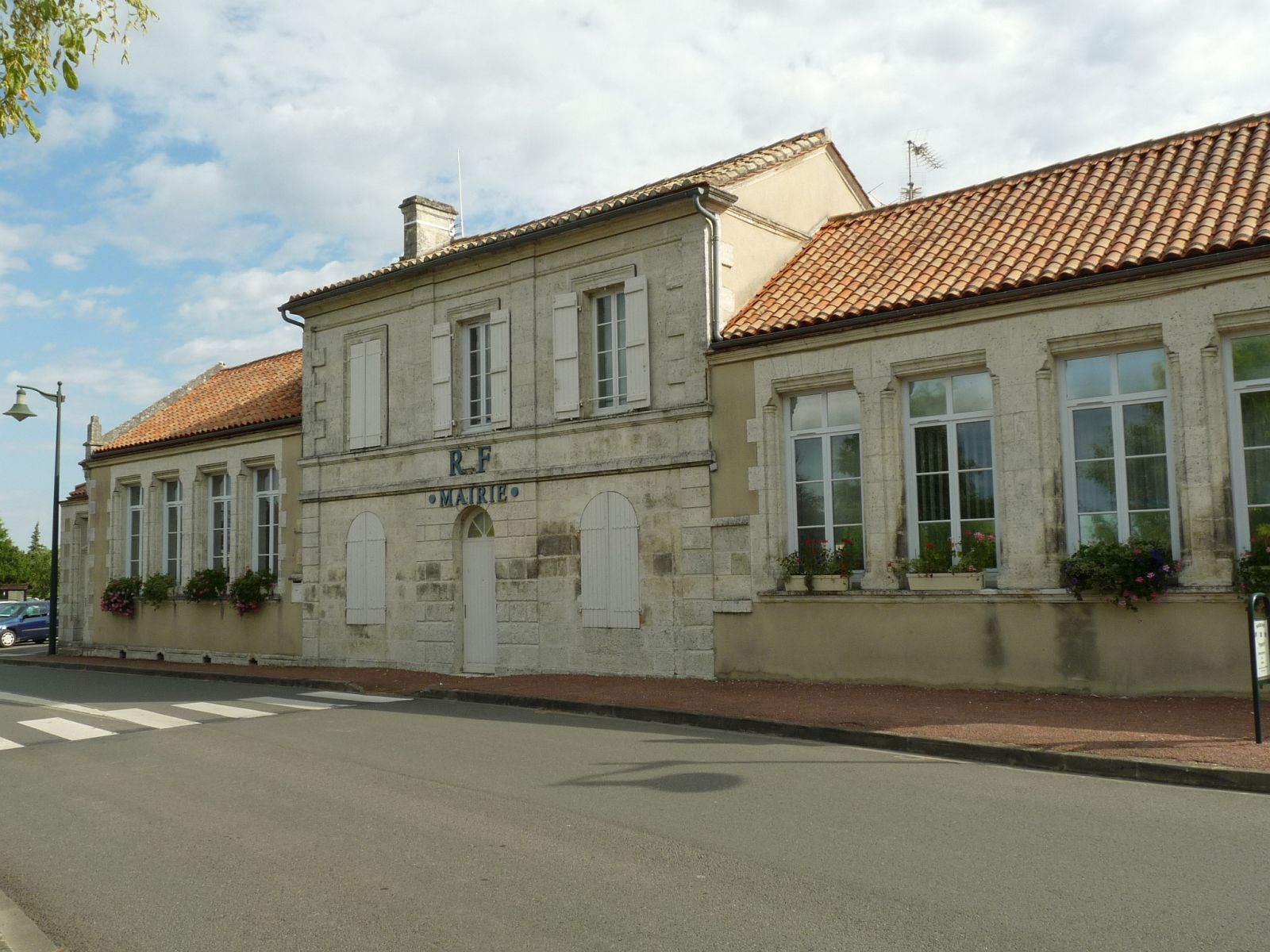
Мэрия